# Le Capitaine Craddock
Pour les articles homonymes, voir Craddock.
Ne doit pas être confondu avec Capitaine Haddock ou Nicholas Haddock.
Pour plus de détails, voir Fiche technique et Distribution.
Le Capitaine Craddock est un film musical allemand réalisé par Hanns Schwarz et Max de Vaucorbeil, sorti en 1931.

## Synopsis
Le capitaine Craddock, commandant d'un croiseur dont l'équipage n'est plus payé depuis des mois par l'État de Pontenero, décide de demander des comptes au consul de son pays à Monaco. Il découvre qu'une de ses passagères, la princesse Yola, est la souveraine de Pontenero. Joueur invétéré et toujours sans le sou, il réussit à la séduire et à la persuader de lui confier une importante somme d'argent qu'il s'empresse de dilapider au Casino de Monte-Carlo lors d'une escale à Monaco.
Mauvais perdant, il menace de bombarder la Principauté si le Casino ne lui rembourse pas le montant de ses pertes. Mais la princesse l'en dissuade et ils repartent ensemble vers de nouveaux horizons.

## Fiche technique
- Titre : Le Capitaine Craddock.
- Premiers titres : Une bombe sur Monte-Carlo et Le croiseur en folie
- Réalisation : Hanns Schwarz et Max de Vaucorbeil
- Scénario : Rowland V. Lee, Hans Müller-Einigen et Franz Schulz d'après la nouvelle de Friedrich Reck-Malleczewen
- Coproduction : UFA et ACE
- Directeur de production : Max Pfeiffer
- Musique : Werner R. Heymann
- Paroles : Jean Boyer, parolier (Les Gars de la Marine[1], Quand la brise vagabonde et Ponténero)
- Son : Hermann Fritzsching
- Photographie : Günther Rittau, Konstantin Irmen-Tschet
- Décorateur : Erich Kettelhut
- Effets spéciaux : Theo Nischwitz
- Montage : Anne Bauchens
- Pays d'origine et lieux de tournage : Allemagne  République de Weimar
- Format : Noir et blanc - Mono
- Genre : Comédie musicale
- Durée : 87 minutes
- Date de sortie : 1931

## Distribution
- Jean Murat : le capitaine Craddock
- Käthe von Nagy : la reine Yola de Pontenero
- Charles Redgie : Pierre, le premier officier
- Alice Tissot : Isabelle
- Nicolas Redelsperger : le ministre des Finances

## Autour du film
- Des versions allemande (Bomben auf Monte Carlo) et anglaise (Monte-Carlo Madness), tournées simultanément par Hanns Schwartz avec d'autres comédiens, sont sorties la même année à Berlin et à Londres.
- Une des chansons du film, Les Gars de la marine (chantée par Jean Murat), est devenue rapidement un succès populaire.
- Hergé, qui vit le film avec sa fiancée Germaine Kieckens en février 1932, s'inspira plus tard de son titre pour créer le capitaine Haddock[réf. nécessaire].